# 米爾克沃特 (亞利桑那州)
米爾克沃特（英語：Milkwater）是位於美國亞利桑那州阿帕契縣的一個非建制地區。該地的面積和人口皆未知。

## 地理
米爾克沃特的座標為36°03′10″N 109°06′38″W / 36.05278°N 109.11056°W，而該地的平均海拔高度為2228米（即7310英尺）。